# 京西テクノス
京西テクノス株式会社（きょうさい-）は、計測器、医療機器、通信機器の製造、修理、システム・ネットワークの構築・運用管理を行う企業。東京都多摩市に本社をおいている。

## 概要
1946年（昭和21年）に設立された京西電機研究所が母体となって、2002年（平成14年）に京西クリエイト（京西テクノス）として東京都渋谷区で設立された。2008年（平成20年）に多摩市企業誘致条例に基づく指定企業として現在地に移転した。
計測器、医療機器、通信機器分野における電子機器の設計・製造から運用管理までを行っている。また、他社製品も含めた機器の保守・修理サービスを展開し、「メーカーサポートの終了した電子計測器修理ビジネス」で2008年東京都ベンチャー技術大賞奨励賞を受賞するなど、環境への配慮など時代のニーズを的確に捉えた新事業で注目されている。

## 沿革
- 2002年2月 - 京西クリエイト（京西テクノス）株式会社として東京都渋谷区に設立
- 2006年10月 - 「メーカーサポートの終了した電子計測器のマルチベンダーサービス」が経済産業省「新連携ビジネス」認定[4]
- 2006年12月 - 第4回「多摩ブルーグリーン賞・経営部門」最優秀賞受賞[5]
- 2007年10月 - 東京商工会議所の第5回「勇気ある経営大賞」優秀賞受賞[6]
- 2008年1月 - 東京都多摩市に新本社ビル竣工
- 2008年3月 - 東京都信用金庫協会「優良企業表彰」東京商工会議所会頭賞受賞[7]
- 2008年11月 - 「東京都ベンチャー技術大賞」奨励賞受賞
- 2010年3月 - サービス産業生産性本部「ハイ・サービス日本300選」受賞
- 2016年5月 - 経済産業省　中小企業庁「はばたく中小企業300社」受賞
- 2017年1月 - 日本経済団体連合会（経団連）入会[8]
- 2017年12月 - 経済産業省「2017年度地域未来牽引企業」に選定
- 2020年2月 - 関東経済産業局「異分野連携新事業分野開拓計画」において、「関西国際空港内（保税区内）での計測器の校正サービス」事業が認定
- 2020年6月 - 経済産業省「グローバルニッチトップ企業100選」受賞

## 役員
- 代表取締役社長　臼井　努
- 専務取締役　小俣 勝俊
- 専務取締役　大嶽 充弘
- 取締役　浅海　綾
- 取締役　山澤 泰史
- 取締役　朱家 幹司
- 取締役　畑村 直樹
- 取締役　松岡 弘興
- 監査役　長島　篤

（2025年1月20日現在）

## 事業所
- 札幌事業所
- 仙台サービスステーション
- 郡山事業所
- 福島サービスセンター
- 小山サービスセンター
- 千葉サービスセンター
- 長野サービスセンター
- 金沢サービスステーション
- 名古屋事業所
- 大阪事業所
- 広島事業所
- 福岡事業所
- 沖縄サービスステーション